# エスト出版
株式会社エスト出版（エストしゅっぱん、-est Publishing Co.,Ltd.）は、京都市下京区に本社を置く出版社。

## 概要
高校生向けの英語の学校販売専用教材を発行している。